# Agnieszka Rysiukiewicz
Agnieszka Rysiukiewicz (Świebodzin, 3 januari 1978) is een atleet uit Polen.
In 1999 won Rysiukiewicz een zilveren medaille op de Zomer Universiade op de 4x100 meter estafette.
Op de Olympische Zomerspelen in 2000 nam Rysiukiewicz deel aan de 4x100 meter estafette.
Agnieszka Rysiukiewicz is de zus van de Poolse sprinter Piotr Rysiukiewicz.
- World Athletics: 14294378